# Kylie Bax
Kylie Bax (Thames, Nova Zelândia, 5 de Janeiro de 1975) é uma modelo e actriz neozelandesa.
Entre capas e editorias de revistas fotografou para Vogue, Marie Claire, Harper's Bazaar, Mode Australia, Maxim, Vanity Fair, Elle e Sports Illustrated Swimsuit Issue.
Estrelou campanhas importantes como Club Monaco, Anna Sui, Clinique, Ann Taylor, Escada, Gianfranco Ferré, Giorgio Armani, Louis Vuitton, Oscar de la Renta, Sonia Rykiel, Versace, Moschino, Nars e Valentino.
Trabalhou para grifes como Chanel, Christian Dior, Christian Lacroix, Glistening Examples, Gucci, Galliano, Donna Karan, Cynthis Rowley, Calvin Klein, Joop, Alexander McQueen, Phillip Treacy, Karl Lagerfeld, Chloé, Ralph Lauren, Prada e  Miu Miu.